# Ses Feixes
Ses Feixes és una planura al·luvial argilosa d'Eivissa d'uns trenta hectàrees, formada a la part interior de les badies de Vila i Talamanca, on aboca la conca de la Séquia Llavanera.
Antigament aquesta era una zona humida litoral, d'aigües dolces i salabroses, sobre la qual es va crear un assentament agrícola de regadiu molt antic. S'hi va construir un sistema de séquies per a drenar el terra. La zona era molt degradada, entre d'altres per a un excés d'autos aparcats. El 2015 es van prendre unes primeres mesures per a recuperar-la. La recuperació és difícil perquè gairebé 90% des Feixes és propietat privada.
La part més grossa de la zona humida va ser canalitzada pels àrabs, que establiren un sistema de reguiu únic en el món de l'època, basat en el sistema de rec per capil·laritat. Així, els canals, d'entre un metre i mig i tres metres d'amplada aproximadament, delimiten petites parcel·les de terra, anomenades feixes, de forma rectangular i mida variable.
Els canals als costats més llargs de la feixa eren comunicats, cada pocs metres, per uns canals subterranis anomenats fibles, a uns 40-50 metres de fondària, per les quals circulava l'aigua. La part superior de les fibles era d'un material porós que deixava passar l'aigua (normalment branques de pi). D'aquesta manera, amb l'ús de comportes es podia regular el nivell d'aigua als canals i, per tant, també per capil·laritat, a la feixa. Aquest sistema de rec de baix cap amunt permetia fins fa unes dècades la producció de verdures i altres productes de regadiu, com remolatxa i moniato.
L'indret era originàriament dividit en tres parts (si bé en l'actualitat està fragmentat). Dos van ser sanejades i cultivades (Prat de Vila i Prat de ses Monges) i una franja d'aiguamoll intermèdia que les unia, anomenada es Prat. Un altre fet que destacar són els Portals de feixa, elements arquitectònics situats a l'entrada de cada feixa.
Tot i la gran modificació per part de l'home, en aquest espai hi subsisteixen les darreres parelles eivissenques de fotges, polles d'aigua, rascons i d'altres aus palustres. També s'hi mantenen les úniques comunitats dulciaqüícoles d'una certa entitat d'Eivissa: canyissars, bogues i xisca borda.

## Galeria

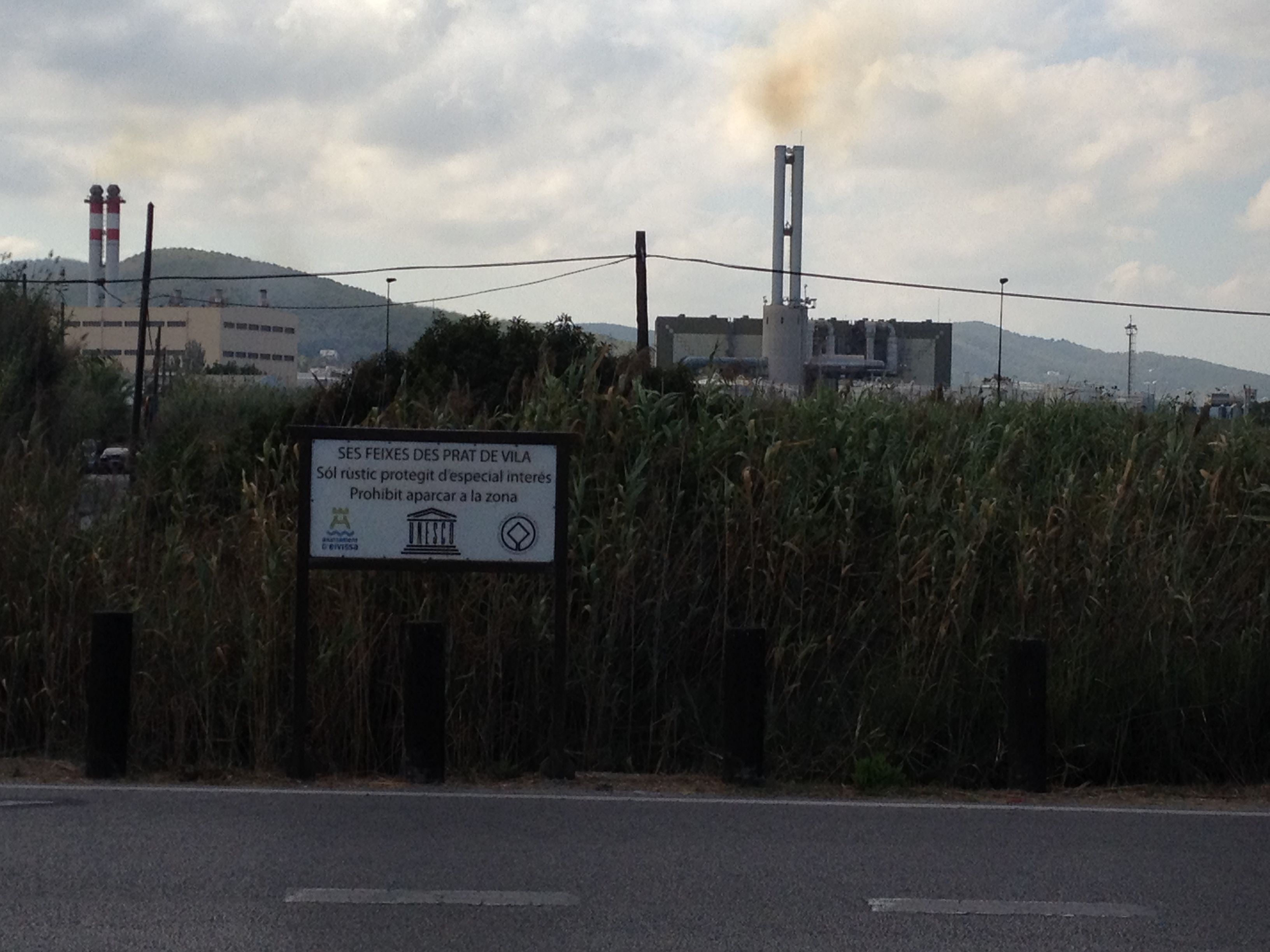
Ses Feixes Des Prat De Vila
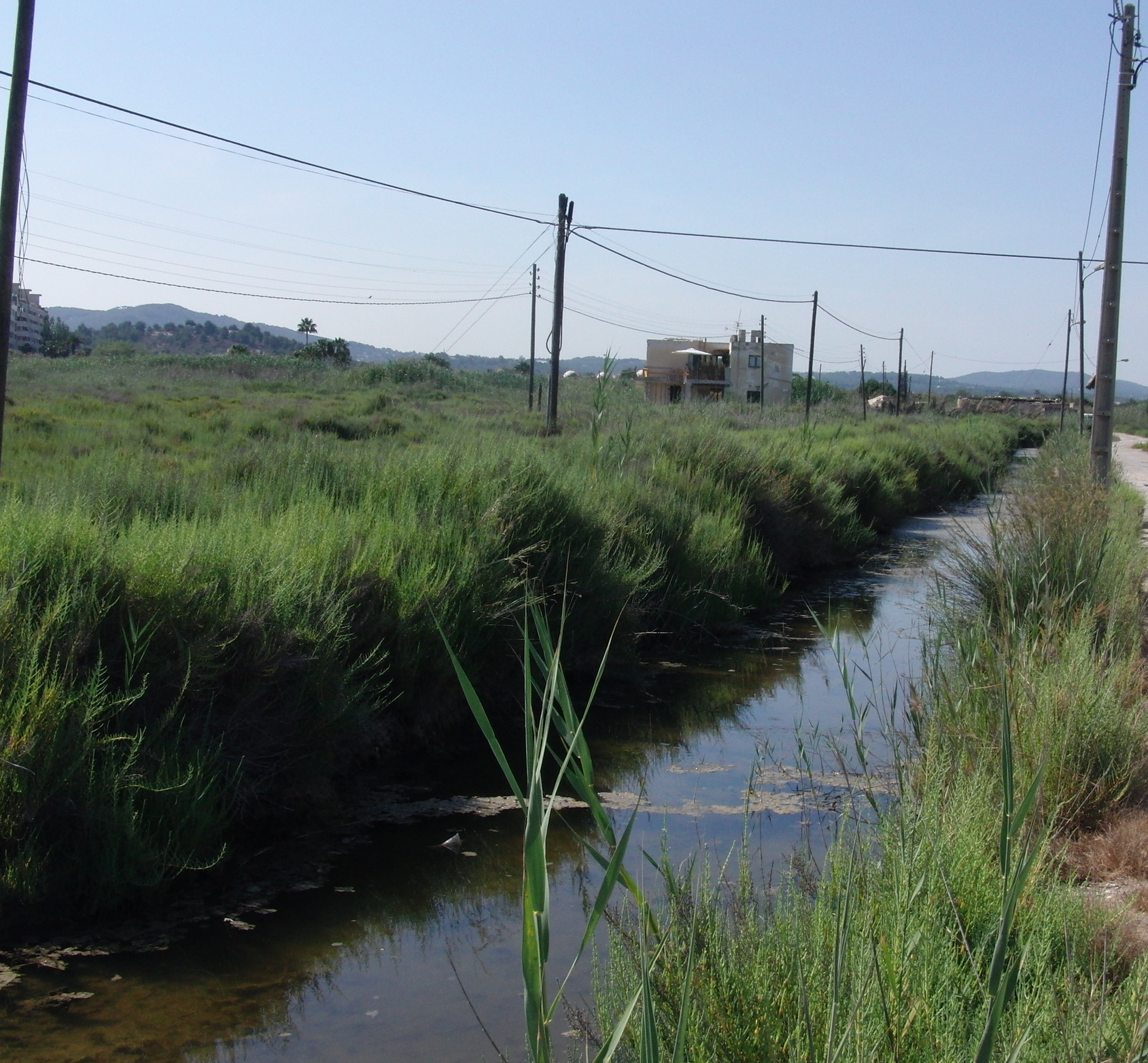
Ses Feixes Prat De Ses Monges (Talamanca)
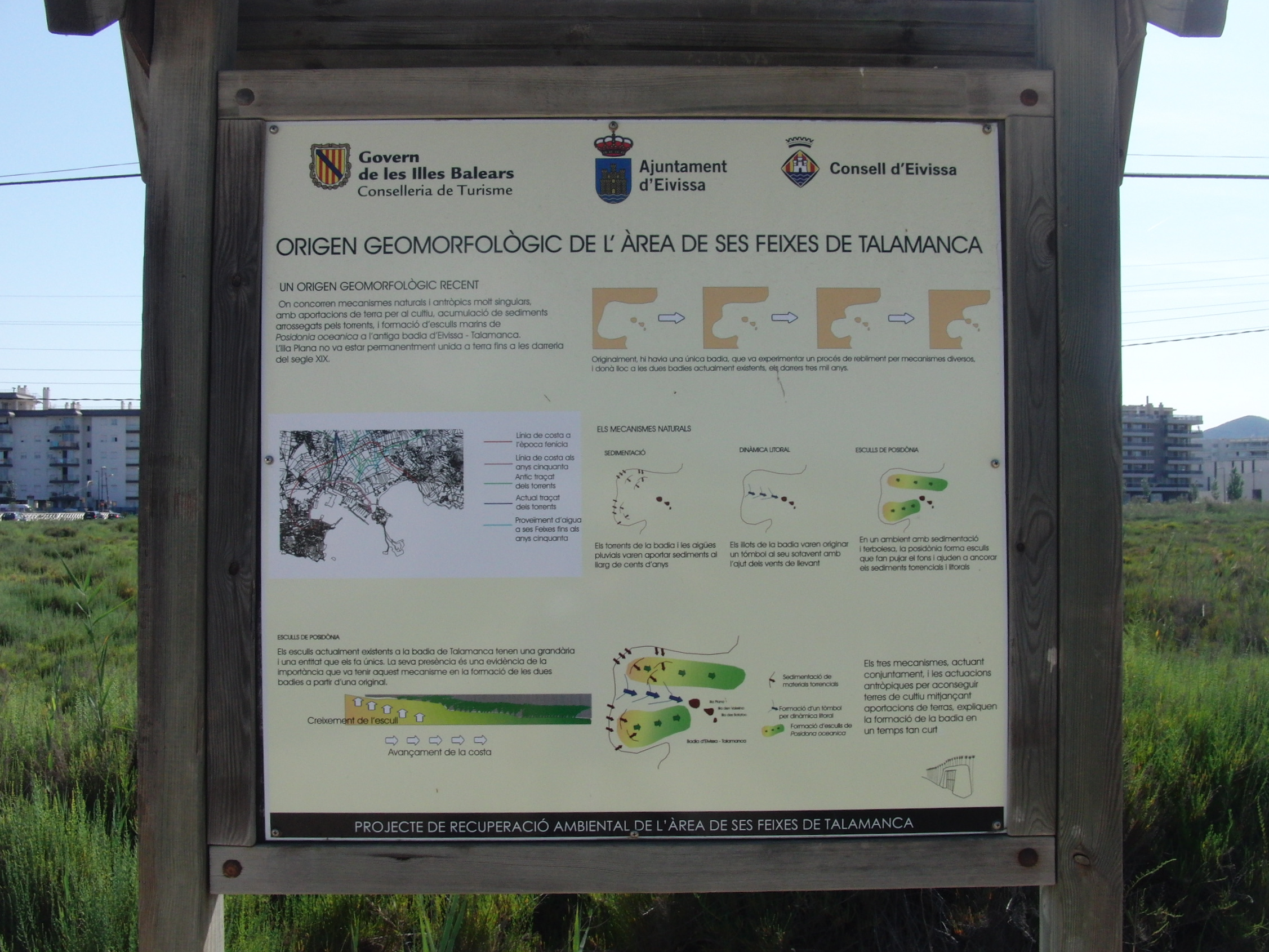
Explicació De Ses Feixes
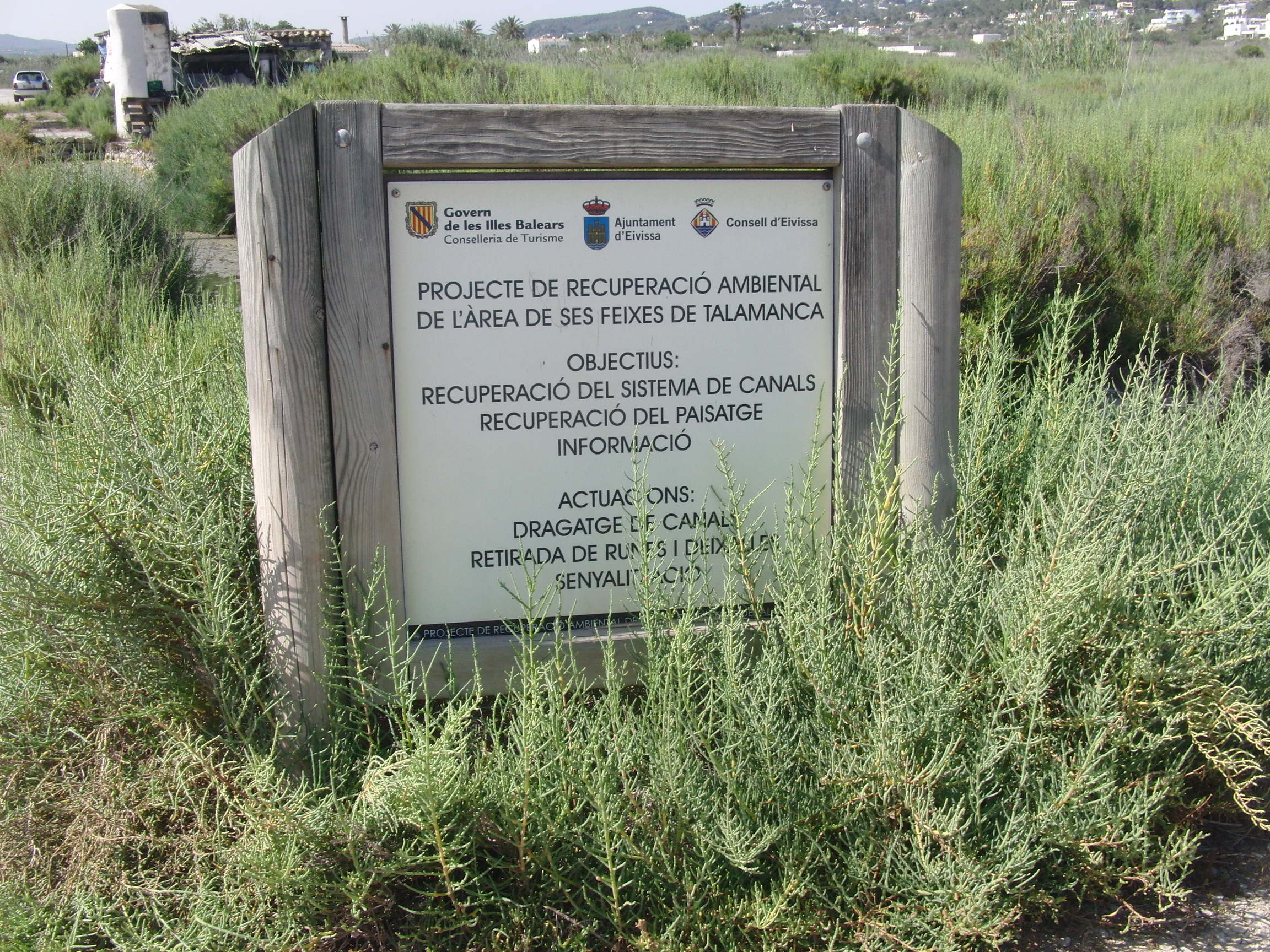
Ses Feixes, Patrimoni Cultural
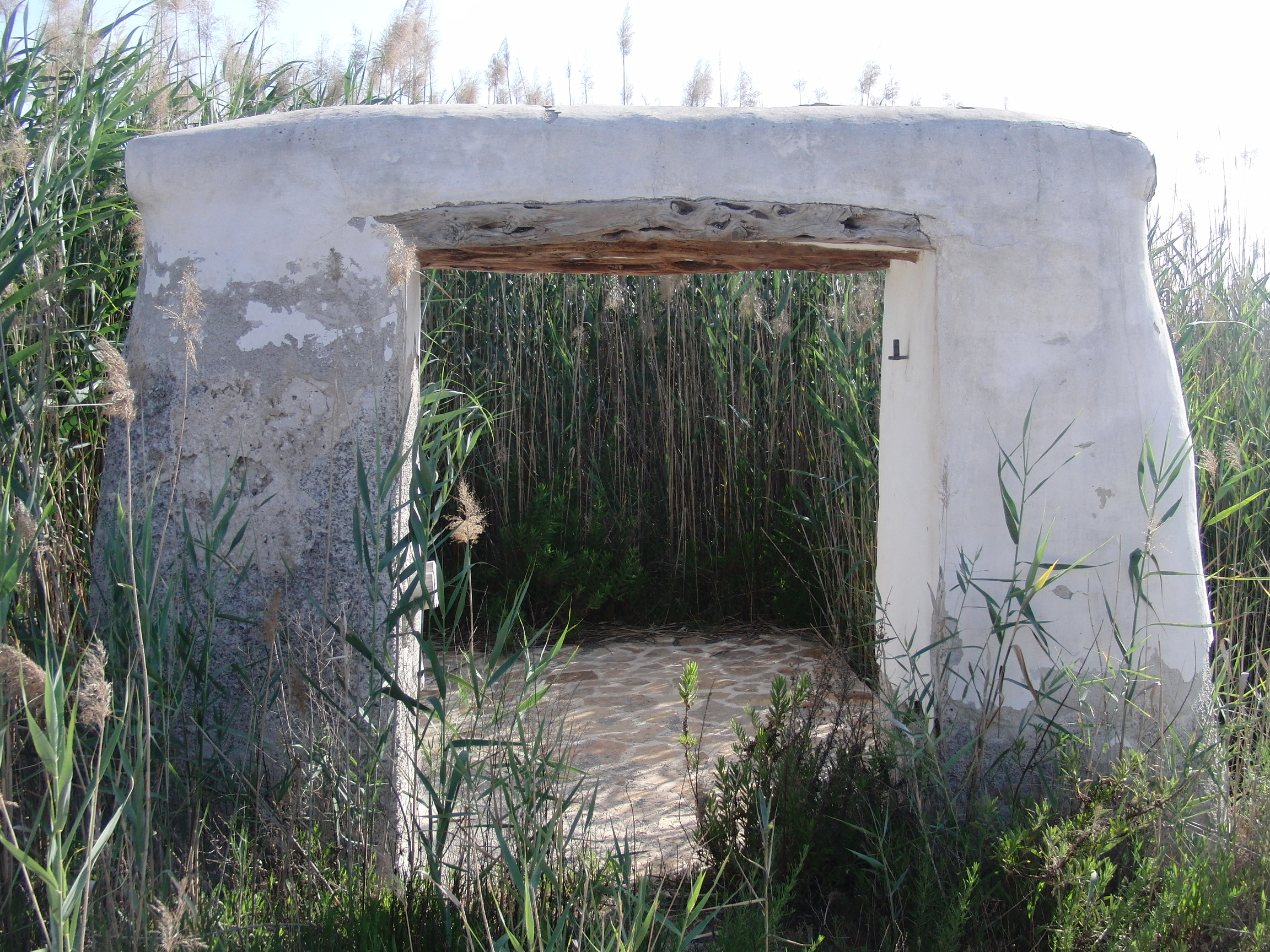
Portal antic d'una Feixa